# Sári Éva
Sári Éva (művésznevén: Sári Évi; Debrecen, 1977. szeptember 7. –) magyar énekesnő, színésznő, televíziós műsorvezető. A Splash együttes egykori tagja.

## Élete
Szülővárosában végezte el a Zenetagozatos Általános Iskolát, valamint a Kereskedelmi és Vendéglátóipari Szakközépiskolát. 18 évesen érettségizett (1995), majd felvételt nyert a Tanítóképző Főiskolára, de ezt nem végezte el. 18 éves korától a Debreceni Vasutas Musical Stúdió növendéke volt. Kisebb szerepekben bemutatkozott a Debreceni Csokonai Színházban valamint a Nyári Színházban is. 2000-ben az akkor alakult Debreceni Zenetheatrum tagja lett, ahol már nagyobb szerepeket is kapott. Rendszeresen szerepel a Madách Színház előadásaiban.
2001-től a népszerű magyar popegyüttes, a Splash énekesnője volt. 2003-ban hat hónapon át a TV2 Tripla vagy Semmi című műsorát vezette. 2005-2008 között a VIVA műsorvezetőjeként dolgozott. 2008-ban a Társulat című produkció háziasszonya volt.
Sári Évi 2009 és 2012 között Kucsera Gábor párja volt. 
2009-ben megkapta a Vámpírok bálja című musicalben Magda szerepét, amely után ismét előtérbe került életében a színház. Napjainkban rengeteg előadásban láthatjuk, többek között A PS Produkció repertoárjában a Pesti Magyar Színház, a Karinthy Színház és a Madách Színház színpadán. 2019-ben a Budapest Dal pályázatra, Ez a Város című számával jelentkezett.
2016. körül Évi egy nála tíz évvel fiatalabb férfival került szerelmi kapcsolatba, de 2019-ben három év után külön mentek.  A következő párkapcsolata pedig 2023. évben ért végett, annak ellenére hogy szerették egymást a gyermekvállalási kérdés végett szakítás lett vége, mivel Sári Évi az életkora miatt már nem tervez anyává válni, az exe viszont szeretett volna gyereket.

## Szerepei
- Pretty Woman (Micsoda nő!) – Kit de Luca
- We Will Rock You musical  / PS Produkció – Killer Queen
- Sakk (musical)  / PS Produkció – Florence
- Vámpírok bálja (musical)  / PS Produkció – Magda
- Apáca Show – Deloris van Cartier
- Funny Girl – Fanny Brice
- Macskák – Gimb-Gömb / Cassandra
- Mamma Mia! – Rosie
- Nők az idegösszeomlás szélén – Pepa Marcos
- Grease – Sandy
- Hair – Sheila
- István, a király – Gizella
- Sztárcsinálók / PS Produkció – Agrippina
- Jézus Krisztus Szupersztár – Mária Magdolna
- A vörös malom – Míma
- West Side Story – Anita
- Szigorúan ellenőrzött vonatok
- Gyalog galopp
- Poligamy – A házitündér
- Vuk – Nyau
- Gőzben – Jane
- Anconai szerelmesek – Viktória
- Nyitott ablak – Erzsi
- A dzsungel könyve – Túna
- A kölyök – Mary
- Ne most, drágámǃ – Sue Lawson
- Sub Bass Monster(feat. Sári Évi) – AHA
- 1x3 néha 4 – Winnie

## Sorozat szerepei
- Jóban Rosszban (2021–2022)
- Egyszer volt Budán Bödör Gáspár (2020)